# Kyūshū K11
O Kyūshū K11 Shiragiku foi um avião de instrução e treino que serviu para ensinar a futuros tripulantes aéreos os métodos e mecanismos de um bombardeiro. Esta plataforma serviu no Serviço Aéreo do Exército Imperial Japonês nos últimos anos da Segunda Guerra Mundial.
Como indicado pela sua designação japonesa, "aeronaves de treino para o trabalho a bordo" (機 上 作業練習機, kijō sagyō renshū-ki), este avião foi projectado para treinar tripulações em equipamentos operacionais para bombardeio, navegação e comunicação, bem como em técnicas de navegação.
Um total de 798 K11 foram fabricados, incluindo um pequeno número de K11W2 ASW e aviões de transporte ao lado da variante K11W1 de treino. Estas aeronaves também foram usadas em missões kamikaze durante as últimas etapas da Guerra do Pacífico.

## Desenvolvimento e especificações
O projecto era bastante convencional na sua natureza. O K11 ostentava asas montadas no meio da fuselagem com as pontas curvadas. A área do cockpit era fortemente envidraçada e continha o aprendiz de piloto e artilheiro sentado em tandem. O aprendiz artilheiro também prestava serviço como operador de rádio.
O perfil robusto do K11 permitiu a instalação de um convés inferior na fuselagem profunda, área que contém espaço para o bombardeiro, o navegador e o instrutor. O convés inferior ficava em baixo dos conjuntos de asa e das janelas rectangulares que podiam ser identificadas ao longo dos lados da fuselagem. Tinha um sistema tradicional da cauda caracterizado por um único flap de cauda vertical e planos horizontais aplicáveis com bordas curvadas. O trem de aterragem era do arranjo convencional composto por duas pernas principais simples e uma perna de cauda única de roda - sendo todas totalmente retrateis.
A potência foi fornecida a partir de um único motor a pistão radial de 9 cilindros, com potência de 515 cavalos. A velocidade máxima foi limitada aos 230 km/h, com um tecto de cerca de 5600 metros.
O armamento era estritamente direcionado para o treino, e incluía uma única metralhadora Tipo 92 de 7,7 mm e uma carga de prática de bombas composta por duas bombas de 30 quilos. Quando usado no papel kamikaze, o K11W1 foi equipado com uma única bomba de 250 quilos para efeito máximo. A existência (e a importância) da série de instrutores K11W era pouco conhecida pelos Aliados e, como tal, nenhum "nome de código" tradicional foi atribuído à aeronave.